# Rouben Paul Adalian
Rouben Paul Adalian é o diretor do Instituto Nacional Armênio, em Washington, D.C.. Recebeu Ph.D em história pela Universidade da Califórnia, em Los Angeles. Tem lecionado na Escola Elliott de Assuntos Internacionais, na Universidade George Washington e Universidade Johns Hopkins.
Adalian formou-se pela Universidade da Califórnia. É autor de muitos trabalhos científicos e artigos, incluindo o "Dicionário Histórico da Armênia" (Historical Dictionary of Armenia) e "Do Humanismo ao Realismo: Saber armênio no Século XIX" (From Humanism to Rationalism: Armenian Scholarship in the Nineteenth Century), onde Adalian "tem proporcionado uma visão global de um tópico importante que não tem rebecido devida atenção na língua inglesa".